# Vanja Radivojević
Vanja Radivojević (2 giugno 2003) è un giocatore di football americano serbo, che gioca nel ruolo di defensive back per i Kragujevac Wild Boars.